# Joan VI el Magnífic
Joan VI el Magnífic fou patriarca de l'església armènia del 1203 al 1221.
Va rebre el pal·lio del Papa Innocenci III el 1205. Va mantenir l'aliança estratègica amb l'església romana.
Va morir el 1221 i li va succeir Constantí I de Bartzerberd.